# Ildikó Pelczné Gáll
Ildikó Pelczné Gáll (ur. 2 maja 1962 w Szikszó) – węgierska polityk, inżynier, wiceprzewodnicząca Zgromadzenia Narodowego, eurodeputowana VII i VIII kadencji.

## Życiorys
Z wykształcenia inżynier mechanik (1985) i magister ekonomii (1991), studiowała na uczelni technicznej Nehézipari Műszaki Egyetem w Miszkolcu (przekształconej po 1990 w Uniwersytet w Miszkolcu). Uzyskała uprawnienia doradcy podatkowego i biegłego rewidenta. Pracowała jako nauczyciel akademicki, uzyskała doktorat.
W 2005 weszła w skład władz krajowych Fideszu. W 2006 została wybrana na deputowaną do Zgromadzenia Narodowego. Była wiceprzewodniczącą frakcji poselskiej swojego ugrupowania, a od lipca 2009 do maja 2010 wiceprzewodniczącą parlamentu.
W wyborach krajowych w 2010 uzyskała reelekcję. Wkrótce po nich zrezygnowała jednak z mandatu, przechodząc do pracy w Parlamencie Europejskim, w którym zastąpiła Pála Schmitta. W 2014 z powodzeniem ubiegała się o wybór na kolejną europarlamentarną kadencję, będąc liderem listy wyborczej swojego ugrupowania.
Z PE odeszła w 2017 w związku z nominacją w skład Trybunału Obrachunkowego.